# Propanoato de octila
Propanoato de n-octila ou  propionato de n-octila é o composto químico orgânico, o éster do ácido propiônico do álcool n-octanol, de fórmula C11H22O2 e massa molecular 186,29118. É classificado com o número CAS 142-60-9 e EINECS 205-548-6. Apresenta ponto de ebulição de 228 °C, densidade de 0,866 g/mL a 25 °C e ponto de fulgor de 98,9°C (210 °F)